# Intersport Heilbronn Open 2003
L'Intersport Heilbronn Open 2003 è stato un torneo di tennis facente parte della categoria ATP Challenger Series nell'ambito dell'ATP Challenger Series 2003. Il montepremi del torneo era di $100 000 e si è svolto nella settimana tra il 20 gennaio e il 26 gennaio 2003 su campi indoor in sintetico. Il torneo si è giocato a Heilbronn in Germania.

## Vincitori

### Singolare
Karol Beck ha sconfitto in finale  Jürgen Melzer con il punteggio di 6–2, 5–7, 7–6(5).

### Doppio
Simon Aspelin /  Johan Landsberg hanno sconfitto in finale  Petr Pála /  Pavel Vízner con il punteggio di 6–4, 6–4.